# 4130 Ramanujan
4130 Ramanujan је астероид главног астероидног појаса са средњом удаљеношћу од Сунца која износи 3,054 астрономских јединица (АЈ).
Апсолутна магнитуда астероида је 12,6.